# Escaryus missouriensis
Escaryus missouriensis är en mångfotingart som beskrevs av Chamberlin 1942. Escaryus missouriensis ingår i släktet Escaryus och familjen småjordkrypare. Inga underarter finns listade i Catalogue of Life.